# 니토사우루스 (수궁류)
니토사우루스(Nythosaurus)는 트라이아스기 중기에 살았던 키노돈트 중 하나이며 현재 니토사우루스에는 니토사우루스 브라우니(Nythosaurus browni)라는 한 종만이 속해있다. 화석은 남아공에서 발견되었다.